# Zenodorus obscurofemoratus
Zenodorus obscurofemoratus là một loài nhện trong họ Salticidae.
Loài này thuộc chi Zenodorus. Zenodorus obscurofemoratus được Eugen von Keyserling miêu tả năm 1883.